# جاك إدوارد بالدوين
جاك إدوارد بالدوين (بالإنجليزية: Jack Baldwin) (ولد في 8 أغسطس 1938 في مدينة لندن) هو كيميائي بريطاني وبروفيسور سابق في جامعة أوكسفورد من عام 1978 حتى 2005 والرئيس السابق لقسم الكيمياء العضوية في الجامعة.

## جوائز
- 1984 ميدالية بول كارير الذهبية في جامعة زيوريخ
- 1994 انتخب عضو فخري الأكاديمية الأمريكية للفنون والعلوم
- 2002 جائزة ناكانيشي